# Ribes chachapoyense
Ribes chachapoyense är en ripsväxtart som beskrevs av Weigend och Breitkopf. Ribes chachapoyense ingår i släktet ripsar, och familjen ripsväxter. Inga underarter finns listade i Catalogue of Life.